# Emma Thompson

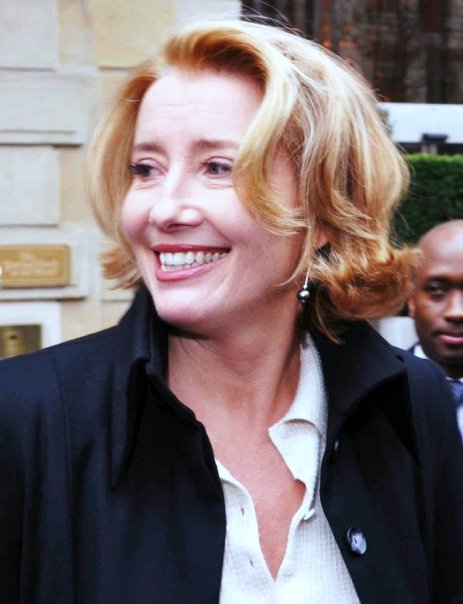
Emma Thompson în 2009

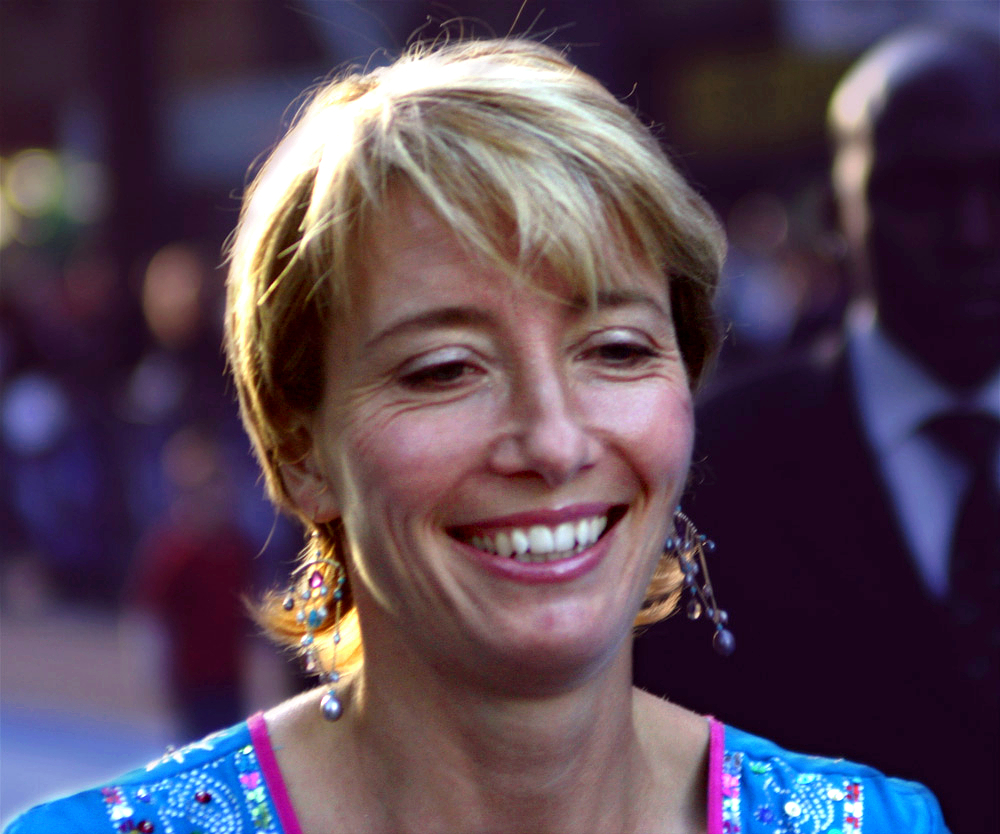
Emma Thompson la premiera filmului Nanny McPhee în Londra, 2005.

Emma Thompson (n. 15 aprilie 1959, Greater London, Anglia, Regatul Unit) este o actriță britanică de film laureată a două premii Oscar. Este de asemenea scenarist și comediant.

## Cariera
Emma Thompson este o actriță din Anglia, născută pe 15 aprilie 1959, comediant și scenarist. Cel mai important rol al său a fost cel din 1989, din comedia romantică The Tall Guy. Este câștigătoare a mai multe premii BAFTA pentru cea mai bună actriță, dar și la fel de multe nominalizări (pentru rolurile din filmele The Remains of the Day și In the Name of the Father). În anul 1995, Thompson a scris și a jucat în filmul Sense and Sensibility, o adaptare a romanului cu același nume scris de Jane Austen. A fost apreciată de către critica de specialitate și în alte filme precum Harry Potter, Wit (2001), Pur și simplu dragoste (2003), Angels in America (2003), Nanny McPhee (2005), Stranger than Fiction (2006), Last Chance Harvey (2008), An Education (2009), and Nanny McPhee and the Big Bang (2010).

## Filmografie
| An   | Titlu                    | Personaj          | Note |
| ---- | ------------------------ | ----------------- | --- |
| 1993 | Mult zgomot pentru nimic | Beatrice          | Cea mai bună actriță - Evening Standard British Film Awards Nominalizată - Cea mai bună actriță în rol principal la Independent Spirit Awards |
| 2003 | Pur și simplu dragoste   | Karen             | Empire Award for Best Actress Evening Standard British Film Awards – Best Actress London Film Critics Circle Awards for Best Supporting Actress Washington D.C. Area Film Critics Association Award for Best Ensemble Nominalizată - Cea mai bună actriță în rol secundar la Premiile BAFTA Nominalizată - Cea mai bună actriță în rol principal la Phoenix Film Critics Society Award Nominalizată - Phoenix Film Critics Society Award pentru cea mai bună distribuție Nominalizată - Cea mai bună actriță în rol secundar, film la Premiile Satellite |
| 2007 | Legenda vie              | Dr. Alice Krippin | |